# La Bastida de Lèvis
La Bastida de Lèvis (en francès Labastide-de-Lévis) és un municipi francès situat al departament del Tarn i a la regió d'Occitània.

## Demografia
| 1831                                       | 1962 | 1968 | 1975 | 1982 | 1990 | 1999 | 2006 | 2015 |
| ------------------------------------------ | ---- | ---- | ---- | ---- | ---- | ---- | ---- | ---- |
| 1204                                       | 705  | 758  | 766  | 763  | 780  | 861  | 947  | 912  |
| Des de 1962: població sense dobles comptes |      |      |      |      |      |      |      |      |

## Administració
| Període | Identitat        | Partit  |
| ------- | ---------------- | ------- |
| 2001-   | François Vergnes | UMP, LR |